# Kościół Świętej Trójcy w Wielkim Buczku
Kościół Świętej Trójcy w Wielkim Buczku – rzymskokatolicki kościół parafialny należący do parafii pod tym samym wezwaniem (dekanat Złotów I diecezji bydgoskiej).
Jest to świątynia wzniesiona w latach 1729–34. Ufundowana została przez biskupa chełmińskiego Adama Stanisława Grabowskiego. Nowa zakrystia została zbudowana w 1970 roku. Gruntowy remont został przeprowadzony w 1833 roku, w latach 80. XX wieku – został wymieniony dach. Kościół został odnowiony w latach 1991–95. Wycięto wówczas fragmenty polichromii w starym stropie i poddano je konserwacji.
Budowla jest szachulcowa, jednonawowa, charakteryzuje się konstrukcją słupowo-ramową. Kościół jest orientowany, salowy, bez wydzielonego prezbiterium z nawy, zamknięty trójbocznie z boczną zakrystią. Z boku nawy znajduje się kruchta. Od frontu jest umieszczona wieża kwadratowa osadzona na nawie. Zwieńcza ją barokowy ośmioboczny dach hełmowy. Dach świątyni jest jednokalenicowy, pokryty blachą miedzianą. We wnętrzu ściany są wyłożone boazerią. Strop płaski z fasetą obejmuje nawę i prezbiterium z malowidłami (wyciętymi ze starego sufitu) Trójcy Świętej, Symboli Eucharystii i Tablic Mojżeszowych. Na fasecie są umieszczone wizerunki świętych w medalionach. Chór muzyczny jest podparty dwoma słupami i posiada lekko wybrzuszony parapet w części centralnej. Malowidła ludowe (kaszubskie) znajdują się w kruchcie. Wyposażenie kościoła reprezentuje styl barokowy: ołtarz główny i dwa ołtarze boczne, ambona i chrzcielnica z XVII i XVIII wieku. Witraże w oknach pochodzą z 1934 roku. Obraz Hermana Hana Koronacja NMP został namalowany w połowie XVII wieku.